# Bencze György (országgyűlési képviselő)
Bencze György (Bilke, 1885. március 2. – 1946) magyar iparos, gazdálkodó, magyar országgyűlési és kárpátaljai tartománygyűlési képviselő.

## Élete
Régi nemesi családban született, görög katolikus vallásban. Hat elemi iskolai osztály végzett, majd az iparostanonc-iskolát járta ki Máramarosszigeten. Korán elvesztette szüleit, így önerőből kellett megalapoznia sorsát. Fiatal korától gazdálkodásból élt, illetve az iparos szakmák közül leginkább a tímármesterségben művelte ki magát. 20 éves korában elérte nagykorúsítását, nem sokkal ezután bekerült Bilke nagyközség képviselő-testületébe; attól fogva egész életében részt vett a település igazgatásában és gazdasági életének fejlesztésében.
Az első világháborúban mint tizedes vett részt, és szakmájának körében dolgozott. A háború után, 1918 novemberében tagja lett a Ruszka-krajnai Kongresszusnak, e minőségében az önálló Ruszka-Krajna – vagyis Magyarország ruszinok lakta, saját önkormányzatú tartománya – felállításáért, a ruszin nép autonómiájáért küzdött. Miután a kárpátaljai területek Csehszlovákiához kerültek, aktív tagja lett – Kurtyák János, majd annak halála után Bródy András támogatójaként – az Autonóm Földműves Szövetségnek, amely működése alatt végig ellenzéki pozíciót foglalt el a csehszlovák köztársasággal szemben
Szilárdan kitartott elvei mellett annak ellenére is, hogy a hatóságok a fenyegetéstől a megvesztegetésen át az ügyészi beavatkozásig megannyi kísérletet tettek, hogy eltántorítsák az autonómia-törekvésektől. Amikor Bródyt 1938-ban elhurcolták a pankráci börtönbe, őt magát és Ernő fiát Rahón internálták, de az egy hónappal később felajánlott kegyelmet sem fogadta el. Később Kárpátalja tartományi képviselője lett, illetve 1939-ben a magyar országgyűlésbe is bekerült, mint kárpátaljai meghívott képviselő.
Tagja volt az ungvári hitelszövetkezet központi igazgatóságának, Bilkén pedig állandó igazgatósági és felügyelőbizottsági tagja volt a helyi szövetkezeteknek. A hitélet terén kifejtett buzgalmáért a pápai Szent Gergely-renddel tüntették ki.